# Dracaena guianensis
El lagarto caimán o iguana cabeza roja (Dracaena guianensis) es una especie de reptil escamoso de la familia Teiidae que habita zonas pantanosas del norte de América del Sur. Tiene una cola larga, similar a la de los caimanes. Esta cola es útil para nadar y bucear. Se alimenta principalmente de caracoles.

## Descripción
Puede alcanzar los 120 cm de largo y pesar hasta 4.5 kg. Tiene su dorso recubierto de osteodermos. La coloración general de su cuerpo es verdosa mientras que su cabeza es de color rojo. Tiene una cola larga, similar a la de los caimanes. Esta cola es útil para nadar y bucear. Sus mandíbulas poseen fuertes músculos para alimentarse de sus presas como caracoles.

## Distribución y hábitat
Esta especie habita en Brasil, Colombia, Ecuador, Perú y las Guayanas. Vive en hábitats pantanosos y bosques inundables. Es mayormente acuático y excelente escalador. Pasa la mayor parte de su tiempo tomando el sol en ramas que cuelgan encima de los canales de agua, para poder lanzarse al agua en caso de sentirse amenazado.